# Larée
Larée (gaskognisch: L’Arrea) ist eine französische Gemeinde mit 237 Einwohnern (Stand 1. Januar 2022) im Département Gers in der Region Okzitanien (bis 2015 Midi-Pyrénées); sie gehört zum Arrondissement Condom und zum Gemeindeverband Grand Armagnac. Die Bewohner nennen sich Laréens/Laréennes.
Larée ist umgeben von den Nachbargemeinden Cazaubon im Nordwesten, Norden, Nordosten und Osten, Marguestau im Südosten, Lias-d’Armagnac im Südwesten sowie Monclar im Westen.

## Bevölkerungsentwicklung
| Jahr                       | 1793 | 1831 | 1962 | 1968 | 1975 | 1982 | 1990 | 1999 | 2006 | 2011 | 2017 |
| Einwohner                  | 439  | 591  | 317  | 273  | 255  | 223  | 230  | 234  | 232  | 237  | 230  |
| Quellen: Cassini und INSEE |      |      |      |      |      |      |      |      |      |      |      |